# Psilogramma baueri
Psilogramma baueri là một loài bướm đêm thuộc họ Sphingidae. Loài này có ở Moluccas.